# Власова, Михель и партнёры
Власова, Михель и Партнеры (VMP) - одна из старейших белорусских компаний в сфере юридических услуг, основанная в 1990 году. Компания специализируется на оказании юридических услуг резидентам Республики Беларусь, а также выступает юридическим консультантом для иностранных инвесторов. Старший партнер компании — Власова Лилия Владимировна, управляющий партнер — Михель Константин Николаевич.

## История
В 1990 году Лилия Власова основала одну из первых юридических практик в Белоруссии — «Юридическую лабораторию», которая с 1996 года стала называться «Власова и Партнеры». В 2007 году компания объединилась с юридической фирмой «Михель и Партнеры», и был создан новый бренд «Власова, Михель и Партнеры». С 2008 года компания является партнером «Tark Grunte Sutkiene», а в начале 2013 года было образовано адвокатское бюро «ВМП Власова, Михель и Партнеры».